# Hierarchy
Hierarchy (koreanischer Originaltitel: 하이라키) ist eine südkoreanische Miniserie, die von Studio Dragon umgesetzt wurde. Die Miniserie wurde am 7. Juni 2024 weltweit auf Netflix veröffentlicht.

## Handlung
Die Jooshin High School ist eine der renommiertesten Privatschulen des Landes. Der Schulalltag ist geprägt von einer strengen sozialen Hierarchie, in der die obersten 0,01 % der Schüler an der Spitze der Hackordnung stehen und in welcher sich die Abgründe der Erwachsenengesellschaft widerspiegeln, wo Mobbing, Zwietracht, Intrigen, Gossip und Skandale an der Tagesordnung sind. Die Schule wird von den Kindern der reichsten und einflussreichsten Familien Südkoreas besucht, vergibt aber auch Stipendien an Schüler aus unteren sozialen Schichten, die in der Schulhierarchie jedoch ganz unten stehen. Als Kang Ha, ein mysteriöser Stipendiat, an der Schule angenommen wird, droht die seit langem etablierte Ordnung zusammenzubrechen. Düstere Geheimnisse beginnen nach und nach ans Licht zu kommen, während ein mysteriöser Todesfall Fragen aufwirft und sich die Schüler der Jooshin High School mit erschütternden Ereignissen konfrontiert sehen.

## Besetzung und Synchronisation
Die deutschsprachige Synchronisation entstand nach den Dialogbüchern von Tobias J. Becker sowie unter der Dialogregie von Karin Grüger durch die Synchronfirma Iyuno Germany in Berlin.
| Rolle                    | Schauspieler   | Synchronsprecher           |
| ------------------------ | -------------- | -------------------------- |
| Jung Jae-i               | Roh Jeong-eui  | Johanna von Gutzeit        |
| Kang Ha                  | Lee Chae-min   | Sebastian Fitzner          |
| Kim Ri-an                | Kim Jae-won    | Alex Friedland             |
| Yoon He-ra               | Ji Hye-won     | Magdalena Höfner           |
| Lee Woo-jin              | Lee Won-jung   | Jonas Frenz                |
| Baek Chan-min            | Lee Min-goo    | Dirk Petrick               |
| Gil Ye-ji                | Kwon Eun-bin   | Lea Kalbhenn               |
| Ryu Ba-da                | Pyo Young-seo  | Anni C. Salander           |
| Jung Gi-yeong            | Choi Won-young | Johannes Raspe             |
| Choi Yun-seok            | Kim Tae-jung   | Amadeus Strobl             |
| Kang In-han              | Kim Min-chul   | Vincent Borko              |
| Han Ji-su                | Byeon Seo-yun  | Bianca Warnek-Steinke      |
| Park Hui-seon            | Bae Hae-sun    | Marion Musiol              |
| Song In-gyeong           | Lee Na-ra      | Juliane Schöttler          |
| Min Gyeong-won           | Park Sun-a     | Friederike Walke           |
| Lee Han-jong             | Lee Do-guk     | Bernd Vollbrecht           |
| Nam Ju-won               | Seo Bum-june   | Carlos Fanselow            |
| Kim Seon-u               | Seo Jun        | Florian Clyde              |
| Jung Jae-hyeok           | Kim Jun-hyung  | Henning Nöhren             |
| An Hye-won               | Yoon Se-ah     | Mareile Moeller            |
| Park Tae-ho              | Yoon Seok-ho   | Paul-Lino Krenz            |
| Yoon Byeong-geun         | Lee Seung-joon | Philipp Andreas Reinheimer |
| Lee Song-i               | Hyun Jin       | Sabine Mazay               |
| Park Seon-jun            | Lee Yoon-woo   | Sam Bauer                  |
| Kim Min-ji               | Jeon Seo-hyun  | Liza Simmerlein            |
| Herr Park                | Sung Ki-yoon   | Gabriel Merz               |
| Lehrerin                 | Hong Ru-hyun   | Daniela Kälin              |
| Sekretärin von Kim Ri-an |                | Karolina Nägele            |

## Episodenliste
| Nr.                                                                          | Deutscher Titel                                                        | Originaltitel                              |
| ---------------------------------------------------------------------------- | ---------------------------------------------------------------------- | ------------------------------------------ |
| 1                                                                            | Newbie-Party: Wahrheit oder Pflicht                                    | 뉴비파티: 진실 혹은 도전                   |
| 2                                                                            | Das Geheimnis: Hinter dem Geheimnis                                    | 비밀: 그리고 비밀                          |
| 3                                                                            | Hierarchie: Eine Klasse für sich                                       | 하이라키: 그들의 질서                      |
| 4                                                                            | Rache, Begierde, Romantik: Mit dem Herzen bei der Sache                | 복수, 욕망, 로맨스: 그들의 진심            |
| 5                                                                            | Außergewöhnliche Außenseiter: Die Brüder Kang                          | 이방인: 강인한 강하                        |
| 6                                                                            | Ein Pfeil: Mitten ins Herz                                             | 활: 모두의 심장에 남을                     |
| 7                                                                            | Frühling: Unsere kurze, verletzliche und gleichzeitig kostbare Passage | Spring time: 짧고 푸르른, 그들의 서툰 봄날 |
| Am 7. Juni 2024 wurden alle Folgen der Miniserie bei Netflix veröffentlicht. |                                                                        |                                            |